# 日本分子生物学会
特定非営利活動法人日本分子生物学会（にほんぶんしせいぶつがっかい、英: The Molecular Biology Society of Japan）は、分子生物学の研究・教育の推進を目的とする日本の学会。
2018年に行われた理事選挙に東京大学医学部が関与したことが公式掲示板によって明らかとなっている。

## 概要
1978年、初代会長の渡邊格らを中心として会員約600人で設立された。従来の細胞学・生化学等と異なり、生体分子の物理化学的性質に基づいて生命の原理を明らかにすることを目的として設立されたが、1990年代には生物学・医学・農学等の様々な分野に分子生物学的方法論が浸透したため会員は急増し、現在は会員数1万人を超える大規模学会となっている。日本生化学会とは研究分野および会員に関して重なる部分が多いことから、しばしば合同大会を開催している。

## 出版物
学会誌として英文学術誌「Genes to Cells」を発行している。浮世絵風の絵柄で生物学に関連した要素が表現された特徴的な表紙を採用しており、公式サイトのギャラリーページで閲覧できる。

## 公式キャラクター
公式キャラクターとして投票の結果、『ブンピー』と『ニラセン』が選ばれた。

## 論文捏造問題への対応
大阪大学生命機能研究科の論文捏造事件で内部告発者が自殺したのを受け、論文捏造問題の解消を目指した若手教育シンポジウムを年会で2007年から5年間開催した。
しかしながら、その若手教育を担当していた東京大学教授の研究室から、捏造が疑われる不自然な酷似画像を含む論文が20報以上見つかることが2012年の元日頃に２ちゃんねるにおいて発覚した。11jigenによる告発を経て、東京大学教授は東京大学を引責辞職した。理事は深刻な捏造問題の当事者に若手教育を行なわせていたことを2012年年末の学会において謝罪した。
2013年年末の年会では、文部科学省職員やNature編集部およびマスメディアも招いた研究倫理問題のシンポジウムが三日間に渡り行なわれた。
2014年2月上旬に発覚し社会な大ニュースとなったSTAP細胞の論文不正事件については、理事が声明を何度も発表し、NHKスペシャルにも出演した。その後、著者の一人であった笹井芳樹は自死したが、分子生物学会が自殺原因となった可能性について理事長は否定した。
2013年年会に関して作られた掲示板を舞台にして2015年年初に発生した匿名Aによる論文大量不正疑義事件については、何も対応を行っていない。2015年からの第19期理事会は、過去の分子生物学会の研究倫理問題についての取り組みの正当性について疑問を呈したとされている。
2016年のOrdinary_researchersによる論文大量不正指摘事案については、Ordinary_researchersからの告発文を受理したことを認めた。東京大学からの調査結果の報道後の2017年8月4日に、不正認定された論文と不正認定されなかった論文の双方に遺憾の意を示し、研究倫理教育に今後も努める旨を記した声明をホームページに掲載した。
2019年1月に第21期理事長に就任した学習院大学の阿形清和は、理事長就任直後の挨拶で、論文捏造問題への対応については第20期の理事会で終止符が打たれたと主張した。

## 歴代理事長
歴代理事長は以下の通り。
1. 渡辺格（1979-1981年）
2. 渡辺格（1981-1983年）
3. 内田久雄（1983-1985年）
4. 内田久雄（1985-1987年）
5. 高浪満（1987-1989年）
6. 関口睦夫（1989-1991年）
7. 三浦謹一郎（1991-1993年）
8. 吉川寛（1993-1995年）
9. 松原謙一（1995-1997年）
10. 大石道夫（1997-1999年）
11. 柳田充弘（1999-2001年）
12. 小川智子（2001-2003年）
13. 山本正幸（2003-2005年）
14. 花岡文雄（2005-2007年）
15. 長田重一（2007-2009年）
16. 岡田清孝（2009-2011年）
17. 小原雄治（2011-2013年）
18. 大隅典子（2013-2015年）
19. 荒木弘之（2015-2017年）
20. 杉本亜砂子（2017-2019年）
21. 阿形清和（2019-2021年）
22. 白髭克彦（2021-2022年）
23. 後藤由季子（2023-2024年-）
24. 木村宏（2025年-）